# Hecataeus
Hecataeus es un género de insecto coleóptero de la familia Chrysomelidae.

## Especies
Las especies de este género son:
- Hecataeus hospes (Weise, 1921)
- Hecataeus nigricollis Jacoby, 1888
- Hecataeus nirguus Bechyne, 1997